# Meibomia xylopodia
Meibomia xylopodia là một loài thực vật có hoa trong họ Đậu. Loài này được (Greenm.) Rose & Painter mô tả khoa học đầu tiên năm 1905.